# Quando soffia il vento (film 1986)
Quando soffia il vento (When the Wind Blows) è un film d'animazione a tecnica mista del 1986 diretto da Jimmy Murakami e tratto dall'omonimo graphic novel del 1982 disegnata dall'illustratore britannico Raymond Briggs.
Nonostante lo stile di disegno possa far pensare altrimenti, il tono del film è decisamente serio e cupo, e il comportamento dei due protagonisti dà adito a momenti di umorismo a volte leggero, a volte nero, a volte satirico specie nei confronti delle autorità.

## Trama
Jim e Hilda Bloggs sono un'anziana coppia di coniugi inglesi che vive isolata in una casa in campagna. La radio annuncia che l'Unione Sovietica è pronta a lanciare un attacco nucleare sulla Gran Bretagna: Jim non se ne preoccupa più di tanto, convinto com'è che il governo saprà rimediare a tutto, e ha una fiducia incrollabile negli opuscoli governativi contenenti le istruzioni in caso di bombardamento. Dal canto suo la moglie Hilda non sembra comprendere la gravità della situazione e si preoccupa di più per le faccende domestiche. I coniugi tendono a paragonare la situazione alle vicende da loro vissute durante la Seconda guerra mondiale e, quando un missile colpisce le vicinanze della loro casa, si ritrovano del tutto impreparati ad affrontare l'emergenza.
Il "rifugio antiatomico" (in realtà ottenuto mettendo assieme porte ed altri oggetti comuni) costruito da Jim è del tutto inutile, così come le istruzioni degli opuscoli. I due si ritrovano tagliati fuori dal mondo e senza viveri; non sapendo come comportarsi escono di casa e senza rendersene conto si ritrovano esposti al fallout nucleare. Nella loro ingenuità, Jim e Hilda verranno lentamente uccisi dall'avvelenamento da radiazioni senza mai smettere di sperare che una squadra di soccorso giunga da loro e li salvi.

## Colonna sonora
La colonna sonora del film comprende brani scritti ed interpretati da Roger Waters, Genesis, Squeeze e Paul Hardcastle; la canzone dei titoli di testa, When the Wind Blows, è cantata da David Bowie.
Originariamente la musica era stata interamente commissionata a Bowie, ma questi dovette poi rinunciare per precedenti impegni e, a parte i brani già citati, gli subentrò Roger Waters, accreditato assieme a "The Bleeding Heart Band". Waters a sua volta si dichiarò insoddisfatto di come la sua musica era stata usata all'interno del film.

## Premi e riconoscimenti
- Festival internazionale del film d'animazione di Annecy 1987  – miglior lungometraggio